# Marcus Falk-Olander
Marcus Roland Falk-Olander (* 21. Mai 1987) ist ein ehemaliger schwedischer Fußballspieler. Der Abwehr- und Mittelfeldspieler, der alle schwedischen Juniorenauswahlen durchlief, gewann 2006 mit IF Elfsborg und 2015 mit IFK Norrköping jeweils den schwedischen Meistertitel.

## Werdegang
Falk-Olander begann mit dem Fußballspielen bei Ödeshögs IK. Dort fiel er den Verantwortlichen des Svenska Fotbollförbundet auf und debütierte in der schwedischen U-15-Nachwuchsnationalmannschaft im Nationaljersey. Er konnte sich in den Auswahlmannschaften etablieren, so dass er das Interesse der Profivereine des Landes weckte.
Im Sommer 2003 schloss er sich der Jugendabteilung von IF Elfsborg an. Beim Klub aus Borås durchlief er die einzelnen Jugendmannschaften und hielt sich parallel in den Auswahlmannschaften des Verbandes. Im Laufe der Spielzeit 2005 debütierte der Defensivspieler in der Allsvenskan, als er beim 1:1-Unentschieden bei Malmö FF kurz vor Spielende für Andreas Nilsson eingewechselt wurde. In der Folge gehörte er unregelmäßig zum Kader der Erstligamannschaft an und kam hauptsächlich im Nachwuchsbereich und der Reservemannschaft zum Einsatz. Im Sommer des folgenden Jahres kam er zu seinem zweiten Ligaspiel für IFE. Beim 1:1-Unentschieden gegen Djurgårdens IF stand er am 16. Juli in der Startelf. Erneut konnte er sich nicht dauerhaft etablieren, da er mehrfach ein Schädel-Hirn-Trauma erlitt. Dennoch hatte er damit zum Gewinn des Lennart-Johansson-Pokals für den schwedischen Landesmeister beigetragen. Wiederum musste er längere Zeit auf seinen nächsten Profieinsatz warten, ehe er bei der 0:2-Niederlage gegen den FC Villarreal im UEFA-Pokal 2007/08 als Einwechselspieler für Mathias Svensson in der ersten Mannschaft auflaufen durfte.
Die Spielzeit 2008 verpasste Falk-Olander verletzungsbedingt nahezu komplett und kehrte nach siebenmonatiger Verletzungspause erst im Oktober auf den Fußballplatz zurück. Nachdem er bei IF Elfsborg nur unregelmäßig zum Einsatz gekommen war, entschied sich der Klub, den Defensivspieler an den Ligakonkurrenten Trelleborgs FF zu verleihen. Auch dort konnte er sich nicht durchsetzen, da er zeitweise erneut verletzt ausfiel, und saß als Ersatzmann für die Abwehrreihe um Peter Abelsson, Rasmus Bengtsson und Dennis Melander oftmals nur auf der Ersatzbank.
Um seine Ausbildung besser mit dem Fußballspielen in Einklang zu bringen, wechselte Falk-Olander Anfang 2010 auf Leihbasis zum in der drittklassigen Division 1 antretenden Lokalrivalen Norrby IF. Nach einem halben Jahr verließ er den Klub jedoch, um auf Leihbasis zum IFK Norrköping in die Superettan zu wechseln. Dort etablierte er sich als Stammspieler und stieg am Saisonende mit der Mannschaft um Anders Whass, Viktor Rönneklev und Shpëtim Hasani in die Allsvenskan auf. Kurz nach Saisonende unterschrieb er einen Zweijahresvertrag. Mit dem Klub spielte der gegen den direkten Wiederabstieg, letztlich belegte er mit der Mannschaft den letzten Nichtabstiegsplatz. Nach einer von Verletzungen überschatteten Spielzeit 2012, in der er lediglich in sieben Saisonspielen zum fünften Tabellenplatz beitrug, war er anschließend wieder über weite Strecken Stammspieler in der Defensive des Erstligisten. Anschließend war Falk-Olander bis zur Spielzeit 2014 weitestgehend Stammspieler, ehe er auch verletzungsbedingt in den folgenden Jahren ins zweite Glied rückte und teilweise nur noch eine Handvoll Ligaspiele pro Saison bestritt. So kam er in der Meisterschaftssaison 2015 lediglich zu fünf Saisoneinsätzen, dabei stand er lediglich in den Duellen mit GIF Sundsvall und Åtvidabergs FF in der Startformation. In der Spielzeit 2017 bestritt er schließlich nur noch ein Saisonspiel: zum Abschied wurde er beim 3:3-Unentschieden gegen seinen Ex-Klub IF Elfsborg am letzten Spieltag der Saison in der Schlussminute für Guðmundur Þórarinsson eingewechselt.
Mit Auslaufen seines Vertrages zum Jahresende 2017 beendete Falk-Olander seine aktive Laufbahn und kündigte an, fortan sich dem Coaching, Personal Training und Modedesign widmen zu wollen.